# On and On
On and On é o segundo álbum de estúdio do músico norte-americano Jack Johnson, que além de fazer o vocal também toca as faixas de violão. Adam Topol por sua vez é o baterista e percussionista enquanto Merlo Podlewski faz o baixo. O álbum foi gravado no The Mango Tree studios no Havaí.

## Faixas
Todas as músicas compostas por Jack Johnson, com algumas exceções.
| CD  |                                                       |         |  |
| N.º | Título                                                | Duração |  |
| 1.  | "Times Like These"                                    | 2:22    |  |
| 2.  | "The Horizon Has Been Defeated"                       | 2:33    |  |
| 3.  | "Traffic in the Sky"                                  | 2:50    |  |
| 4.  | "Taylor"                                              | 3:59    |  |
| 5.  | "Gone"                                                | 2:10    |  |
| 6.  | "Cupid"                                               | 1:05    |  |
| 7.  | "Wasting Time" (Johnson, Adam Topol, Merlo Podlewski) | 3:50    |  |
| 8.  | "Holes to Heaven"                                     | 2:54    |  |
| 9.  | "Dreams Be Dreams"                                    | 2:12    |  |
| 10. | "Tomorrow Morning"                                    | 2:50    |  |
| 11. | "Fall Line"                                           | 1:35    |  |
| 12. | "Cookie Jar"                                          | 2:57    |  |
| 13. | "Rodeo Clowns"                                        | 2:38    |  |
| 14. | "Cocoon"                                              | 4:10    |  |
| 15. | "Mediocre Bad Guys"                                   | 3:00    |  |
| 16. | "Symbol in My Driveway"                               | 2:50    |  |

## Posições nas paradas de sucesso
| Críticas profissionais | Críticas profissionais |
| Avaliações da crítica  | Avaliações da crítica  |
| Fonte                  | Avaliação              |
| ---------------------- | ---------------------- |
| Allmusic               | [ 1 ]                  |
| Rolling Stone          | [ 2 ]                  |

| Ano  | Paradas                         | Posição |
| ---- | ------------------------------- | ------- |
| 2003 | Top Internet Albums             | 3       |
| 2004 | Austrália (Billboard 200)       | 3       |
| 2004 | Alemanha (Media Control Charts) | 88      |

## Certificações
| País           | Certificador | Certificação |
| -------------- | ------------ | ------------ |
| Austrália      | ARIA         | 4× Platina   |
| Brasil         | ABPD         | Ouro         |
| Canadá         | Music Canada | Ouro         |
| Reino Unido    | BPI          | Platina      |
| Estados Unidos | RIAA         | Platina      |